# Dio at Donington UK: Live 1983 & 1987
A Dio At Donington UK: Live 1983 & 1987 az amerikai Dio heavy metal zenekar ötödik koncertlemeze, és az együttes utolsó hivatalos kiadványa. Ez a zenekar első albuma a Niji Entertainment Group gondozásában. A Ronnie James Dio halála után kiadott lemez az 1983-as (Holy Diver-turné) és 1987-es (Dream Evil-turné) Monsters of Rock fesztiválokon készült felvételeket tartalmazza. Az 1987-es koncerten lépett fel először Craig Goldy a Dio tagjaként. Az albumon néhány Black Sabbath- és Rainbow-dal is helyet kapott.

## Az album dalai

### CD
| 1.  | Stand Up and Shout                    | Jimmy Bain, Ronnie James Dio              | 3:49  |
| 2.  | Straight Through the Heart            | Bain, Dio                                 | 4:49  |
| 3.  | Children of the Sea                   | Geezer Butler, Dio, Tony Iommi, Bill Ward | 6:15  |
| 4.  | Rainbow in the Dark                   | Vinny Appice, Bain, Vivian Campbell, Dio  | 4:38  |
| 5.  | Holy Diver                            | Dio                                       | 5:08  |
| 6.  | Drum Solo                             | –                                         | 0:41  |
| 7.  | Stargazer                             | Ritchie Blackmore, Dio                    | 1:42  |
| 8.  | Guitar Solo                           | –                                         | 1:38  |
| 9.  | Heaven and Hell                       | Butler, Dio, Iommi, Ward                  | 11:05 |
| 10. | Man on the Silver Mountain            | Blackmore, Dio                            | 3:32  |
| 11. | Starstruck                            | Blackmore, Dio                            | 0:46  |
| 12. | Man on the Silver Mountain (ismétlés) | Blackmore, Dio                            | 2:29  |

| 1.  | Dream Evil                  | Dio, Craig Goldy            | 4:56 |
| 2.  | Neon Knights                | Butler, Dio, Iommi, Ward    | 4:43 |
| 3.  | Naked in the Rain           | Dio                         | 7:28 |
| 4.  | Rock 'n' Roll Children      | Dio                         | 2:46 |
| 5.  | Long Live Rock 'n' Roll     | Blackmore, Dio              | 4:39 |
| 6.  | The Last in Line            | Bain, Campbell, Dio         | 4:12 |
| 7.  | Children of the Sea         | Butler, Dio, Iommi, Ward    | 1:22 |
| 8.  | Holy Diver                  | Dio                         | 1:27 |
| 9.  | Heaven and Hell             | Butler, Dio, Iommi, Ward    | 3:18 |
| 10. | Man on the Silver Mountain  | Blackmore, Dio              | 4:28 |
| 11. | All the Fools Sailed Away   | Dio, Goldy                  | 4:23 |
| 12. | The Last in Line (ismétlés) | Bain, Campbell, Dio         | 1:11 |
| 13. | Rainbow in the Dark         | Appice, Bain, Campbell, Dio | 5:11 |

## Közreműködők
- Ronnie James Dio – ének
- Vivian Campbell – gitár az első CD-n
- Craig Goldy – gitár a második CD-n
- Jimmy Bain – basszusgitár
- Vinny Appice – dob